# Amsterdamer Fähren
Die Amsterdamer Fähren versehen ihren Dienst hauptsächlich auf dem IJ im Norden der niederländischen Hauptstadt Amsterdam. Betreiber ist seit 2006 die GVB Veren BV, ein Unternehmen der GVB Holding NV.

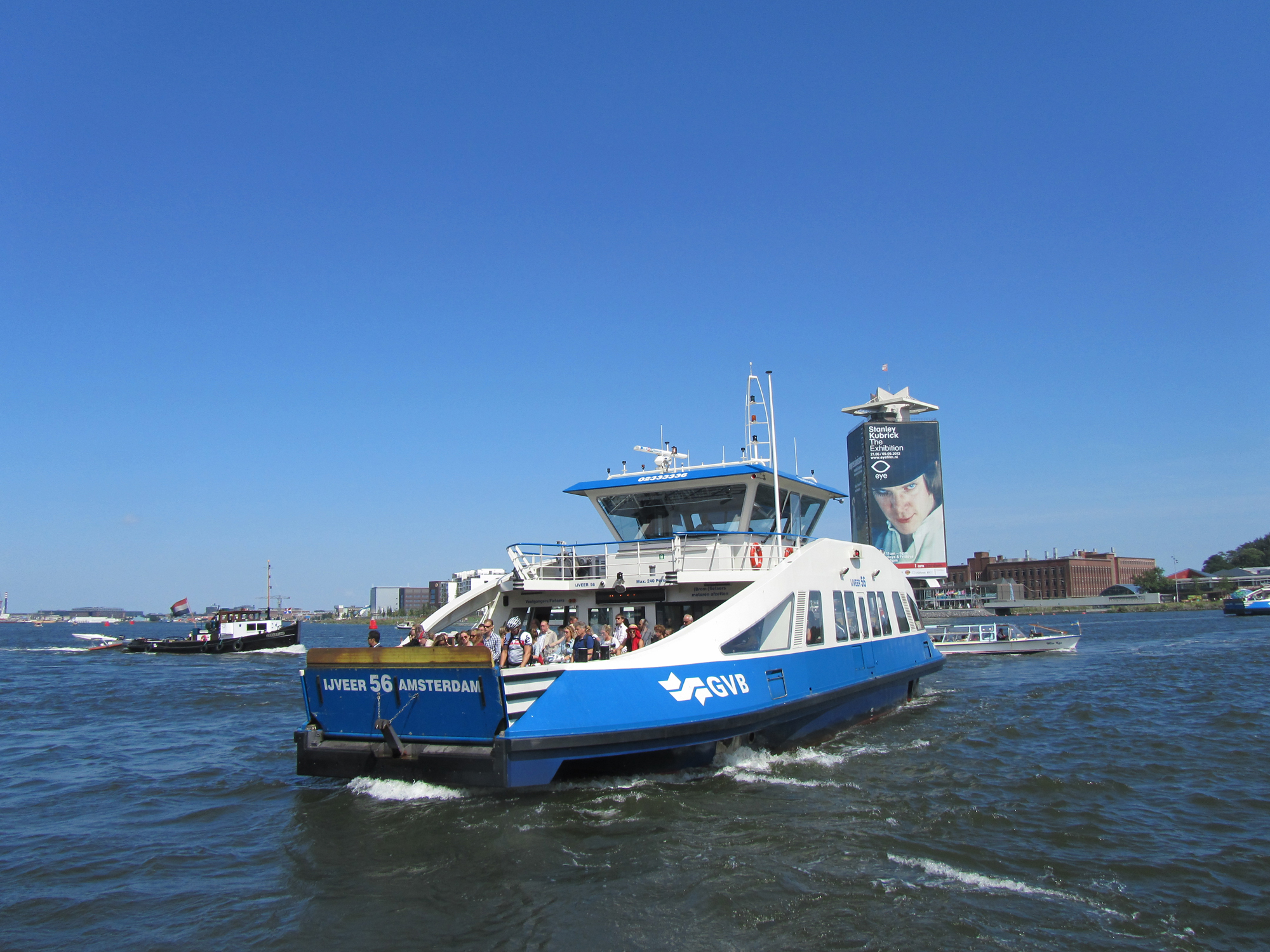
IJ-Fähre 56 beim Anlegen am Haltepunkt Centraal Station

## Geschichte

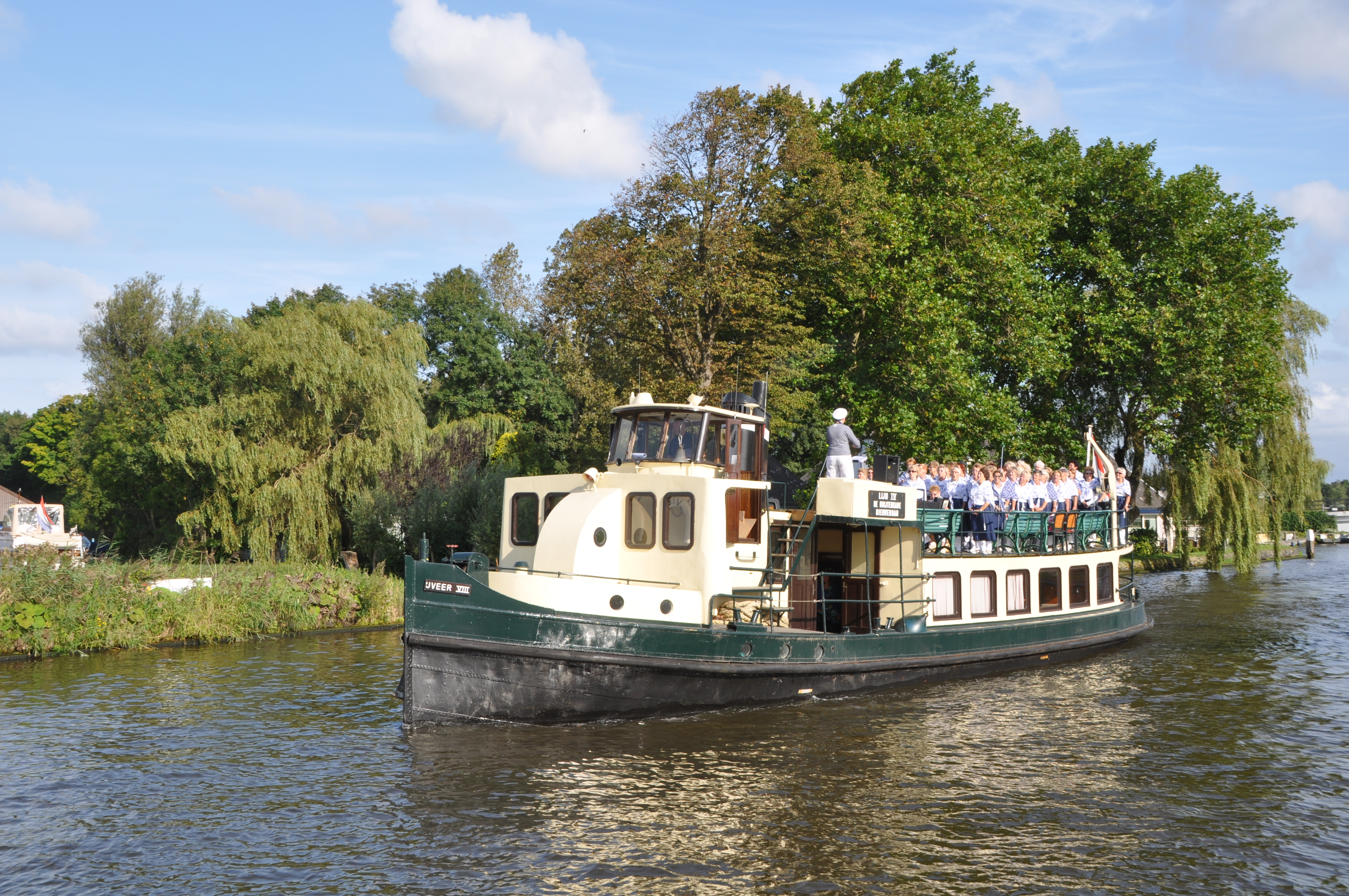
Erhaltene historische IJ-Fähre VIII, Baujahr 1922

Seit 1897 wird der Fährdienst zwischen dem Bahnhof Amsterdam Centraal (CS) und dem Zollhaus (Tolhuis) in Amsterdam Noord von den Gemeindefähren Amsterdam (GV) betrieben. Im Laufe des 20. Jahrhunderts kamen mehrere Verbindungen dazu, wie die Fähre zum IJplein und verschiedene kleine IJ-Fähren. 1943 entstand aus dem Zusammenschluss von Gemeentetram (Straßenbahn Amsterdam) und Gemeenteveeren (Städtische Fähren) der Gemeentevervoerbedrijf, kurz GVB Amsterdam (Städtische Verkehrsbetriebe).
Auch an der Amstel gab es Fährdienste, am längsten zwischen dem Amsteldeich und der Zuidergasfabriek. Mit Eröffnung der Utrechter Brücke wurde der Verkehr eingestellt.
Durch den Bau von Tunneln und Brücken über und unter dem IJ spielten die Fähren eine immer kleiner werdende Rolle; Fußgänger und Fahrradfahrer bilden das Hauptaufkommen.
Im Jahr 2016 wurden 21,0 Millionen Passagiere befördert, das waren durchschnittlich 55.950 Passagiere täglich. Monatlich wurden 32.500 Kraftfahrzeuge übergesetzt. Es gab 115 Beschäftigte.

## Fährlinien der GVB

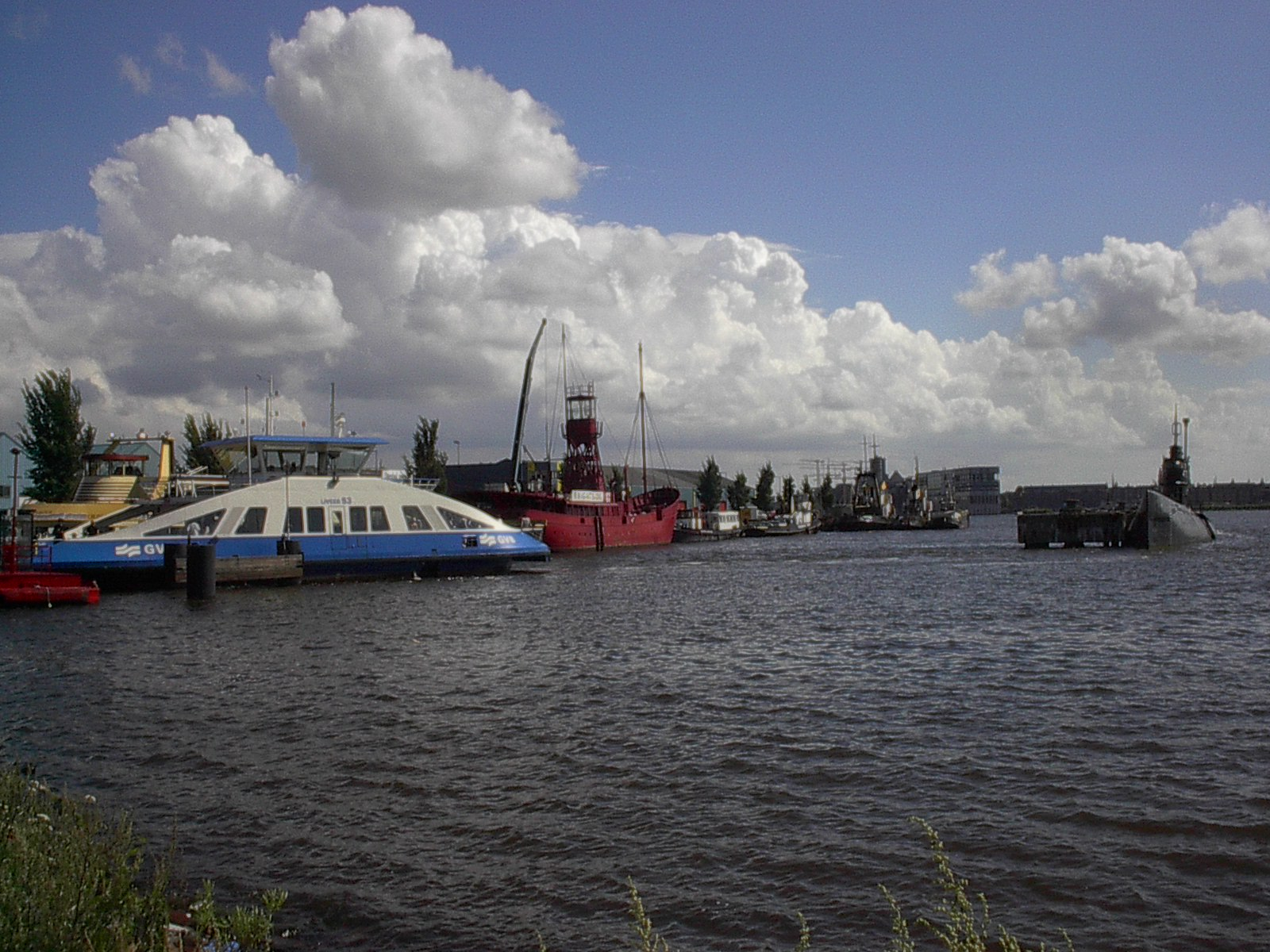
Fähre an der NDSM-Werft

Insgesamt gibt es heute zehn Fährverbindungen, die das Amsterdamer Stadtgebiet miteinander oder mit anderen Städten verbinden. Drei Fährverbindungen führen von und zum Hauptbahnhof Amsterdam CS. Die Überfahrt ist nur Fußgängern, Radfahrern, Mofa- und Rollerfahrern sowie Leichtfahrzeugen gestattet und ist kostenlos. Eine Ausnahme stellt die Hempont-Fähre (F20) dar; hier sind Kraftfahrzeuge erlaubt, für die die Überfahrt entgeltpflichtig ist. Die meisten Fährverbindungen werden täglich betrieben. Die Buiksloterweg-Fähre und die Hempont-Fähre verkehren durchgehend auch nachts. Der Takt der Abfahrten beträgt je nach Linie und Tageszeit zwischen 6 und 30 Minuten. Wegen hohen Fahrgastaufkommens wird zwischen Anfang April und Anfang Dezember in der Hauptverkehrszeit auf der mit Abstand meistfrequentierten Linie Buiksloterweg ein drittes Fährschiff eingesetzt, das den Takt von 6 auf 4 Minuten verdichtet.
Takt, Linien und Anlegepunkte werden ständig dem Bedarf angepasst. Ziel ist es, den Norden Amsterdams besser ans Zentrum anzubinden und Überlastung der Buiksloterweg-Fähre zur Hauptverkehrszeit entgegenzuwirken.
Folgende Relationen werden bedient (Stand Februar 2024):
| Linie | Relation                         | Betriebszeiten                                         | Takt HVZ   | Takt NVZ | Takt Nachtverkehr | Fahrzeit      |
| ----- | -------------------------------- | ------------------------------------------------------ | ---------- | -------- | ----------------- | ------------- |
| F1    | Zamenhofstraat – Azartplein      | ca. 6:30–22:30 Uhr                                     | 30 Min     | 30 Min   | kein Dienst       | ca. 6 Minuten |
| F2    | IJplein – Centraal Station       | mo–sa ca. 6:20–24:00 Uhr; so ca. 9:00–24:00 Uhr        | 6 Min      | 12 Min   | kein Dienst       | ca. 5 Min     |
| F3    | Buiksloterweg – Centraal Station | durchgehend                                            | 4 Min      | 4 Min    | 14 Min            | ca. 3 Min     |
| F4    | NDSM – Centraal Station          | mo–fr ca. 7:00–2:00/3:30 Uhr; sa/so 9:00–3:30/2:00 Uhr | 15 Min     | 30 Min   | kein Dienst       | ca. 14 Min    |
| F6    | Distelweg – Pontstijger          | mo–fr ca. 6:37–22:58 Uhr; sa/so kein Dienst            | ca. 15 Min | 15 Min   | kein Dienst       | ca. 6 Min     |
| F7    | NDSM – Pontstijger               | mo–fr ca. 6:15–24:00 Uhr; sa/so kein Dienst            | 10 Min     | 20 Min   | kein Dienst       | ca. 7 Min     |
| F9    | Sporenburg – Zeeburgereiland     | mo–fr ca. 7:10–19:00 Uhr; sa/so ca. 9:10–24:00 Uhr     | 20 Min     | 20 Min   | kein Dienst       | 8 Min         |
| F20   | Zaandam – Hempontplein           | durchgehend                                            | 20 Min     | 20 Min   | 20 Min            | ca. 7 Minuten |
| F21   | Assendelft – Spaarndam           | durchgehend                                            | 10 Min     | 20 Min   | 20 Min            | ca. 7 Minuten |
| F22   | Velsen Zuid – Velsen Noord       | durchgehend                                            | 10 Min     | 20 Min   | 20 Min            | ca. 7 Minuten |

### Distelwegfähre F6
Mit der Distelwegfähre gelangt man vom Alten Holzhafen (Oude Houthaven, Anlegestelle: Pontstjger) an der Tasmanstraat zum Distelweg in Amsterdam-Nord. Bis zum 30. März 2007 wurden auf dieser Linie noch Kraftfahrzeuge befördert. Seitdem ist diese Verbindung nur noch für Fußgänger, Rad- und Mopedfahrer zugelassen, zudem verkehrt die Fähre nur noch zweimal stündlich statt vorher dreimal. Samstags, sonn- und feiertags ist der Betrieb auf dieser Relation eingestellt.

### Buiksloterwegfähre F3
Diese mit Abstand meistgenutzte Verbindung ist gleichzeitig mit 300 Metern auch die kürzeste. Auf dieser Linie werden ausschließlich die neueren Doppelendfähren 50–56 eingesetzt, die über Ein- und Ausstiege auf beiden Enden des Schiffes verfügen. Die Umlaufzeit eines Fahrzeuges beträgt bei normalem Verkehrsaufkommen 12 Minuten. Der Betrieb erfolgt rund um die Uhr. Während der Nacht wird ein Fahrzeug, tagsüber zwei und zur Hauptverkehrszeit zwischen April und Dezember drei Fähren eingesetzt, wodurch sich ein Takt von zwölf, sechs und vier Minuten ergibt.

### Holzhafenfähre F7
Zwischen dem Alten Holzhafen (bzw. dem dortigen Schwimmanleger, ndl. Pontstijger) und dem ehemaligen NDSM-Werftgelände verkehrt alle 15 Minuten eine Fußgänger- und Radfahrer-Fähre.

### Hemfähre F20
Vom westlichen Hafengebiet fährt die Hemfähre nach Zaandam. Sie wurde bis zum 30. Juni 2013 von Connexxion betrieben. 2012 wurde die Konzession zum Betrieb dieser und der anderen Fährverbindungen über den Nordseekanal bis zum 30. Juni 2017 der GVB zugeschlagen. Fußgänger fahren gratis, Last- und Personenkraftwagen sind kostenpflichtig. Mit dieser Fähre werden alle Lastwagen mit gefährlicher Ladung transportiert, da sie nicht durch den Coentunnel fahren dürfen.

## Fahrzeuge

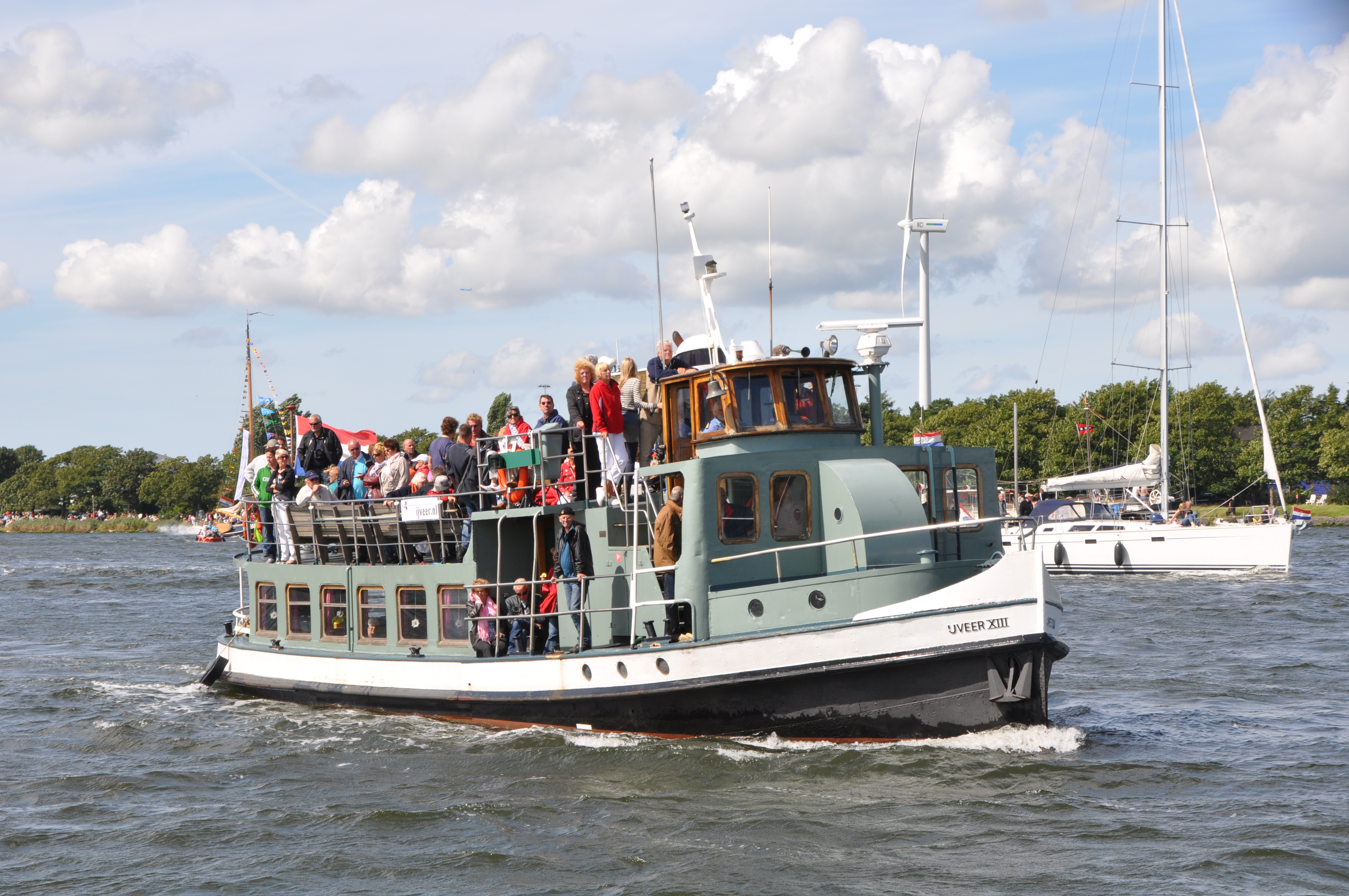
Historische IJ-Fähre XIII (Baujahr 1928)

Momentan stehen für die zuvor genannten Verbindungen die Fähren 32–35, 50–56 und 60–66 zur Verfügung, außerdem noch die reaktivierte Autofähre 21. Die GVB betreibt ebenfalls mehrere Fährverbindungen über den Nordseekanal, für die weitere Fahrzeuge (ähnl. der Fähre 21) zur Verfügung stehen.
Es ist vorgesehen, bis zum Jahr 2025 vorhandene Fähren mit Dieselmotoren durch Zero-Emission-Fähren (Elektrofähren) zu ersetzen. Dazu wurde vom Ingenieurbüro C-Job Naval Architects in Hoofdorp eine 41 Meter lange Doppelendfähre entwickelt, die für 245 Tonnen Zuladung ausgelegt ist. So könnten bis zu 400 Passagiere, vier Lkw oder 20 Pkw befördert werden. Von dem als NZK-Serie bezeichneten Fährschiffstyp sollen fünf Einheiten für den Betrieb über den Nordseekanal gebaut werden.
Aktuell in Amsterdam u. a. im Einsatz befindliche Fahrzeuge:

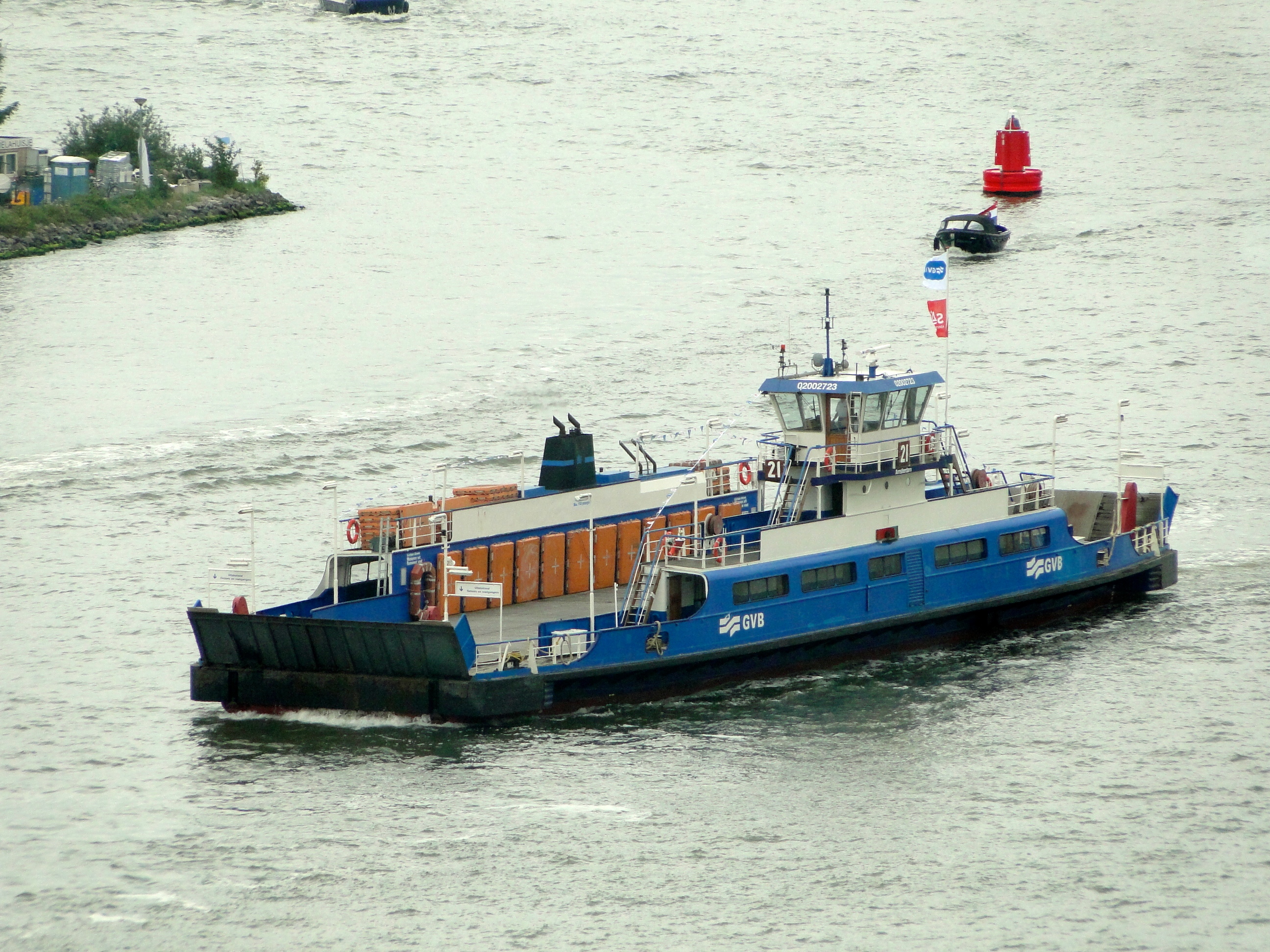
IJ-Fähre 21 (ehem. Autofähre, Baujahr 1957)
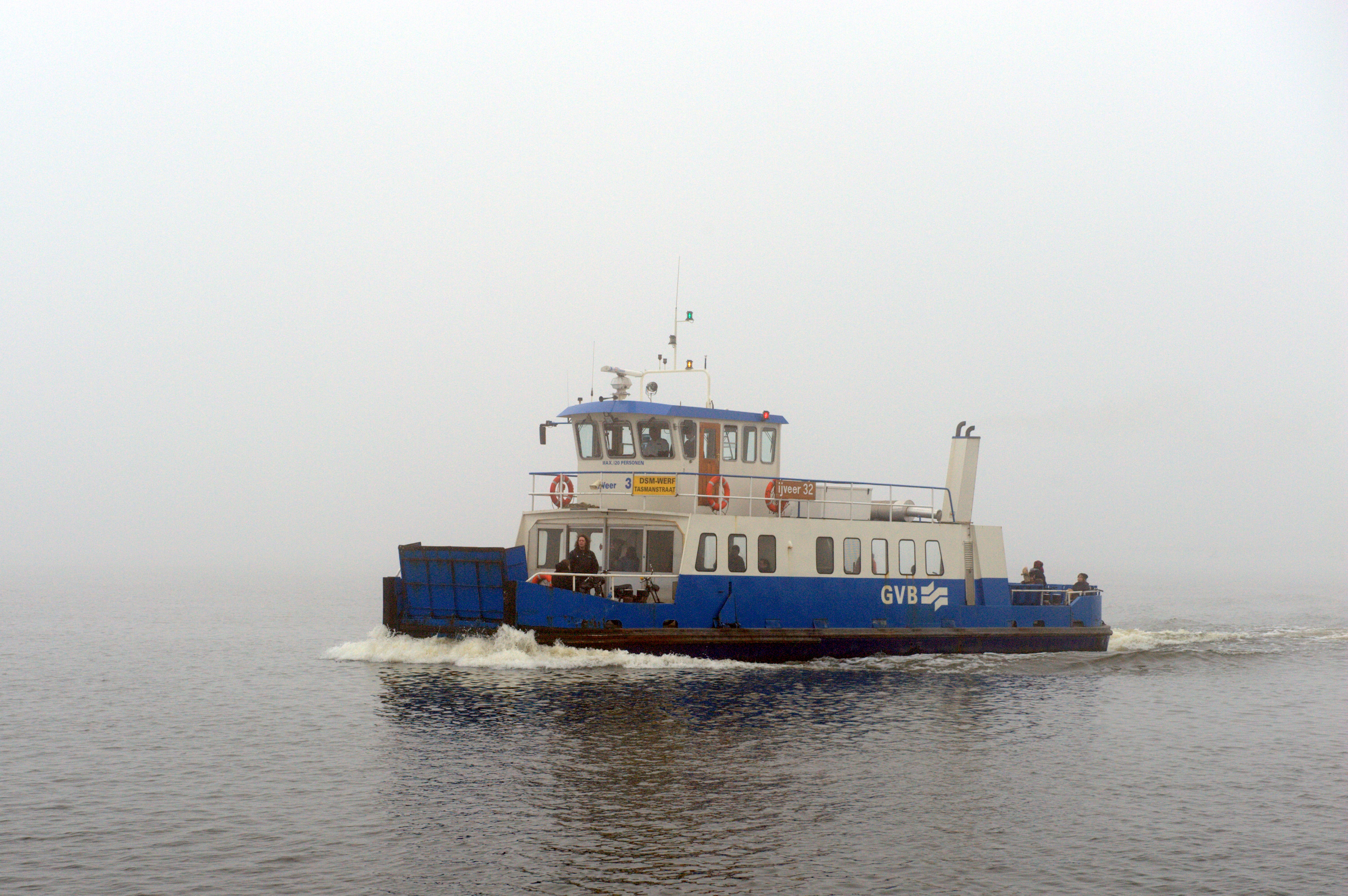
IJ-Fähre 32 (Bj. 1985)
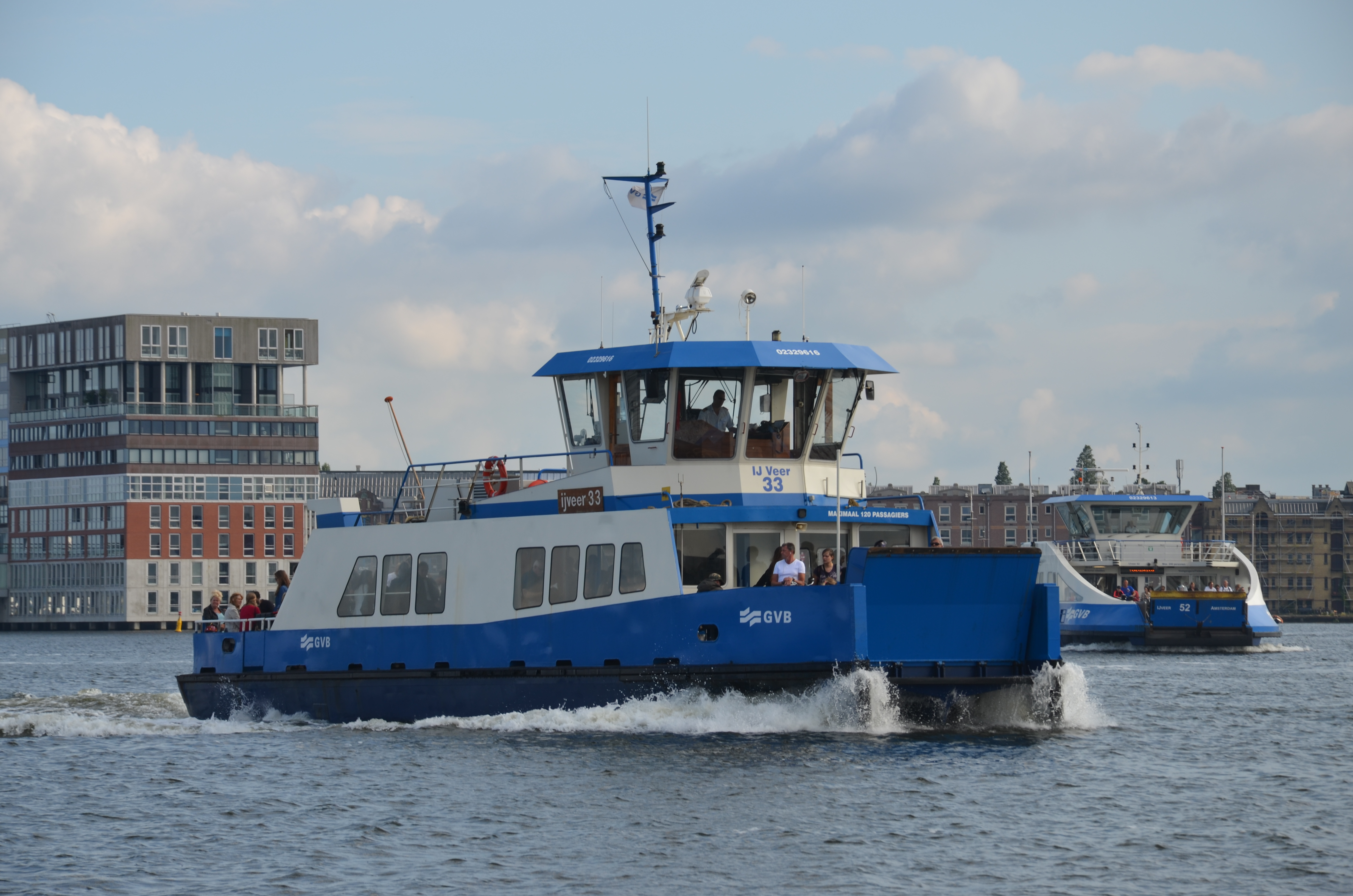
IJ-Fähre 33 (Bj. 1988)
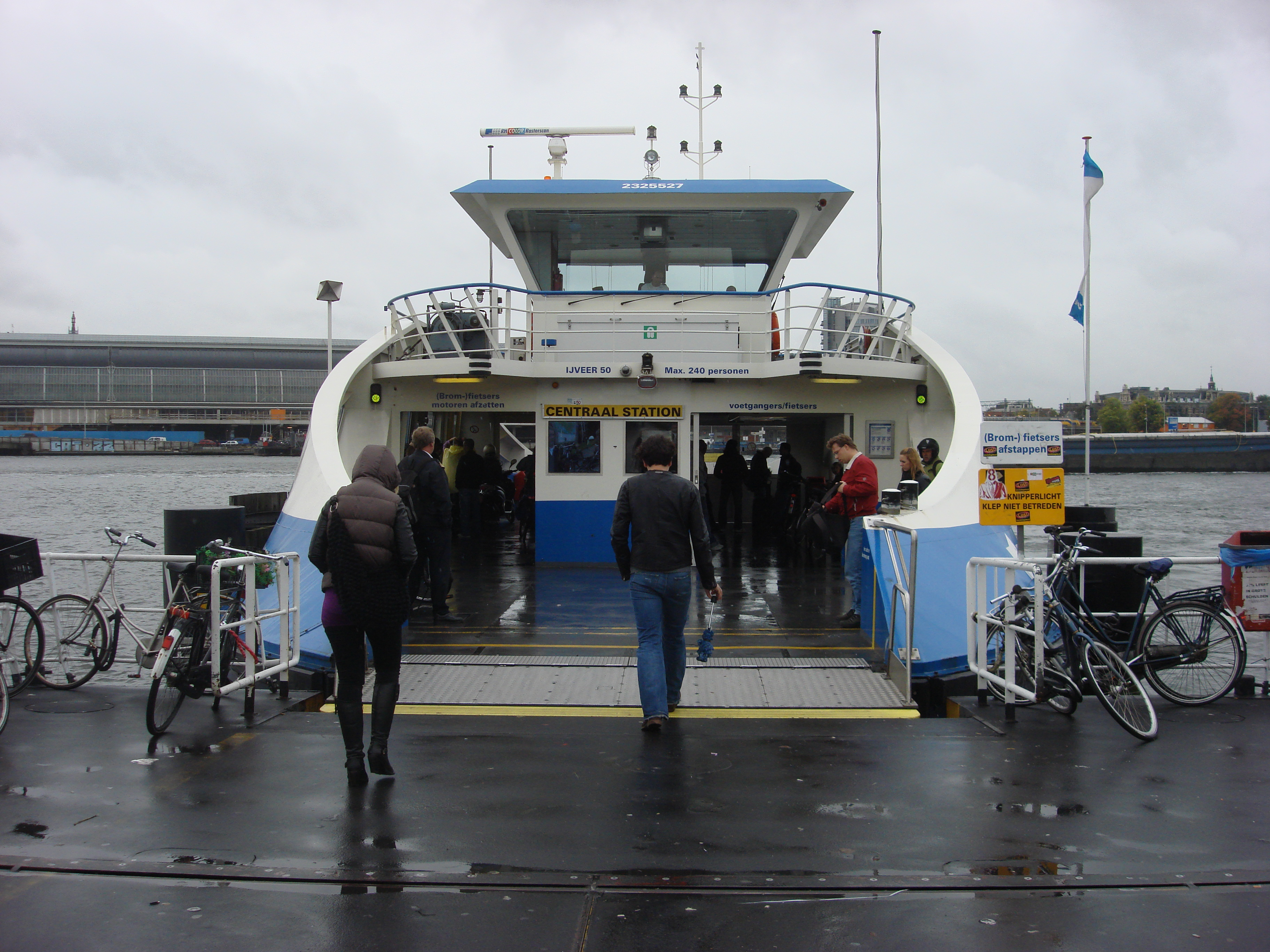
IJ-Fähre 50 (Bj. 2002)
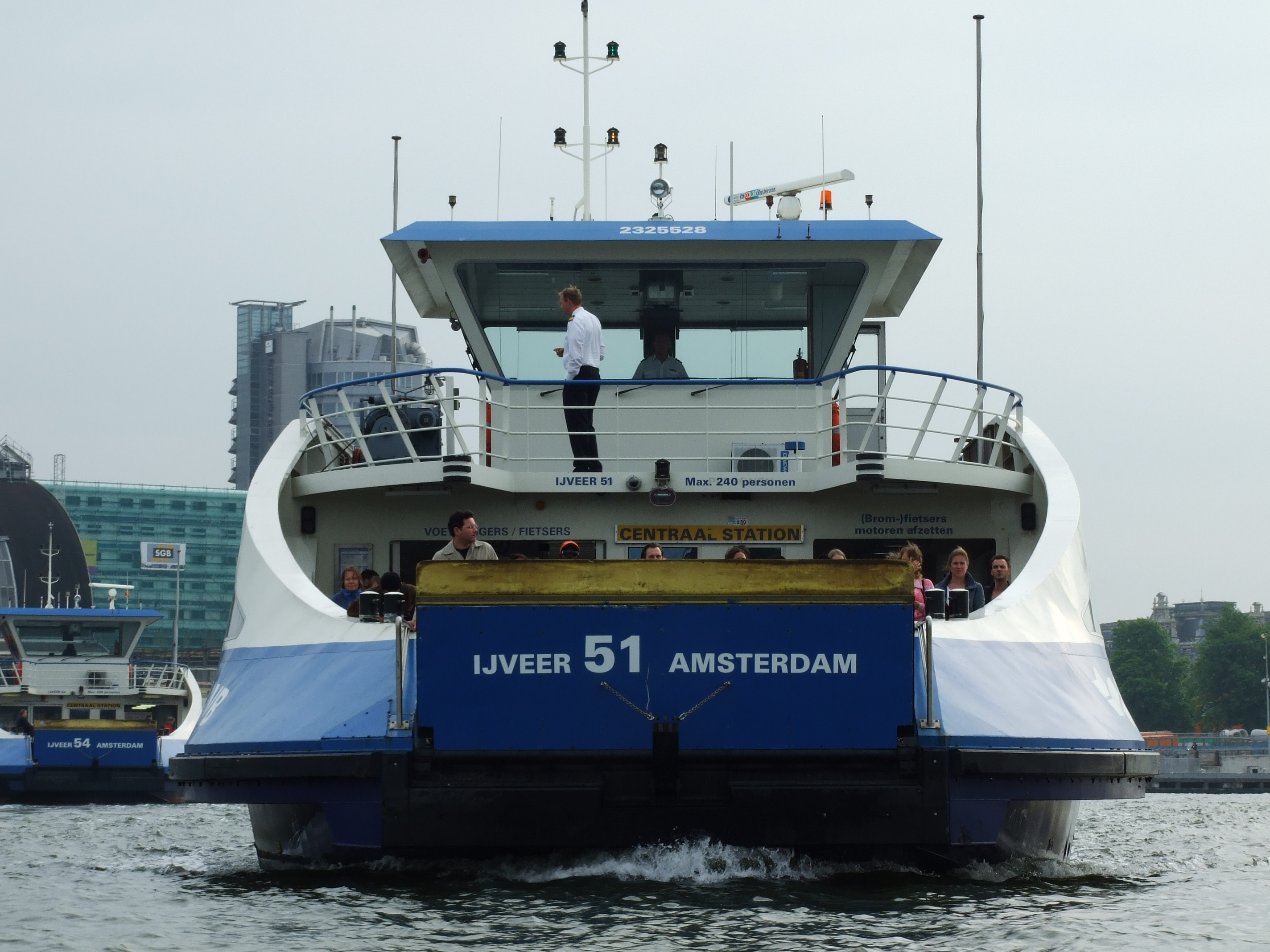
IJ-Fähre 51 (Bj. 2002)
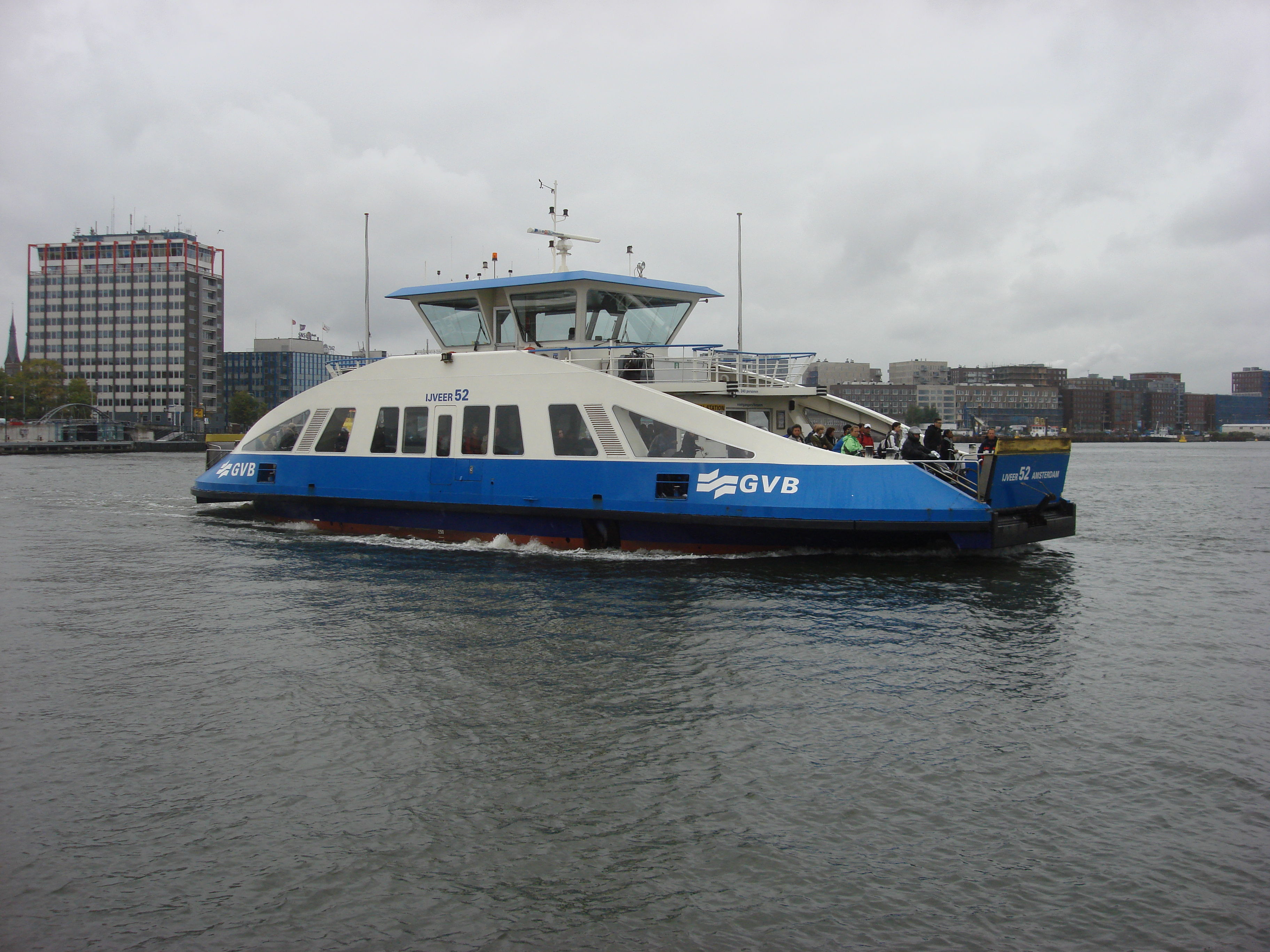
IJ-Fähre 52 (Bj. 1995)
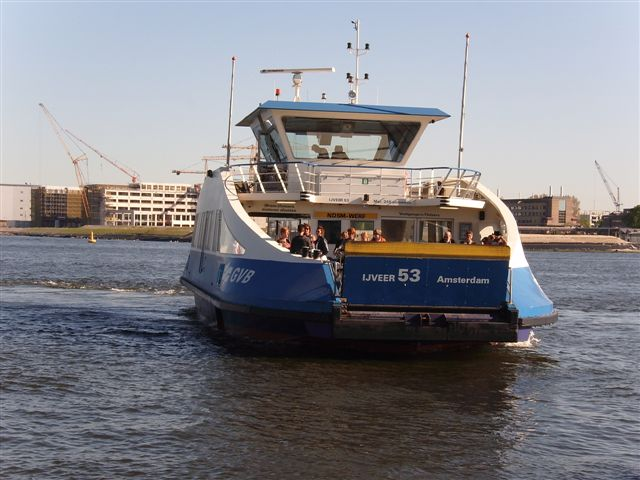
IJ-Fähre 53 (Bj. 1995)
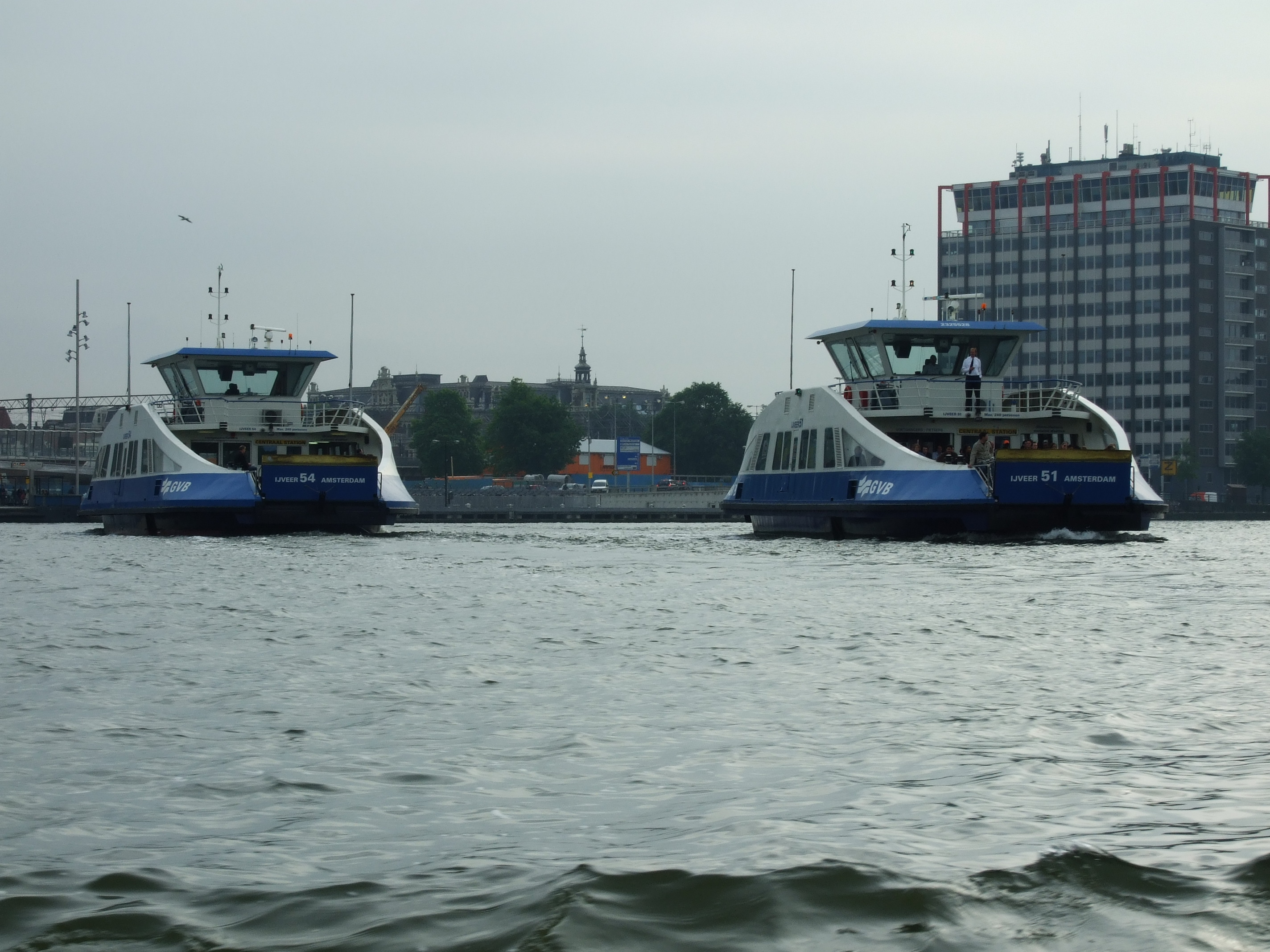
IJ-Fähre 54 (links, Bj. 1995)
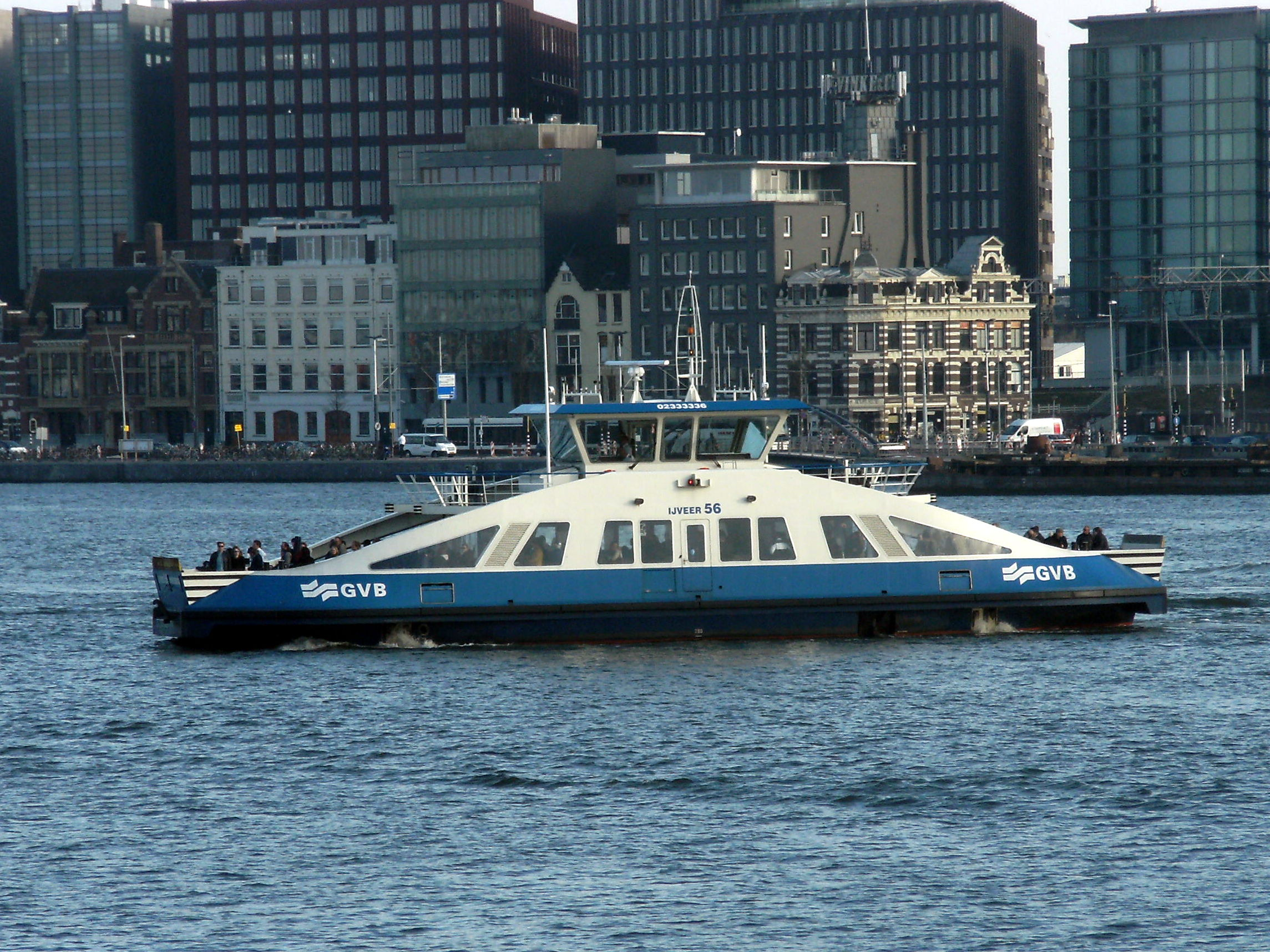
IJ-Fähre 56 (Bj. 2010)

### Historische IJ-Fähren
Von den früheren kleinen IJ-Fähren, die nur Fahrgäste transportierten, verkehren die IJveer XI und XIII als Museumsfähren von Mai bis Oktober von De Ruyterkade zur NSDM-Insel und nach Nieuwendam. Die Fähren werden ebenfalls an Feiertagen und bei Veranstaltungen wie der Sail Amsterdam eingesetzt.

### Schnellfähren

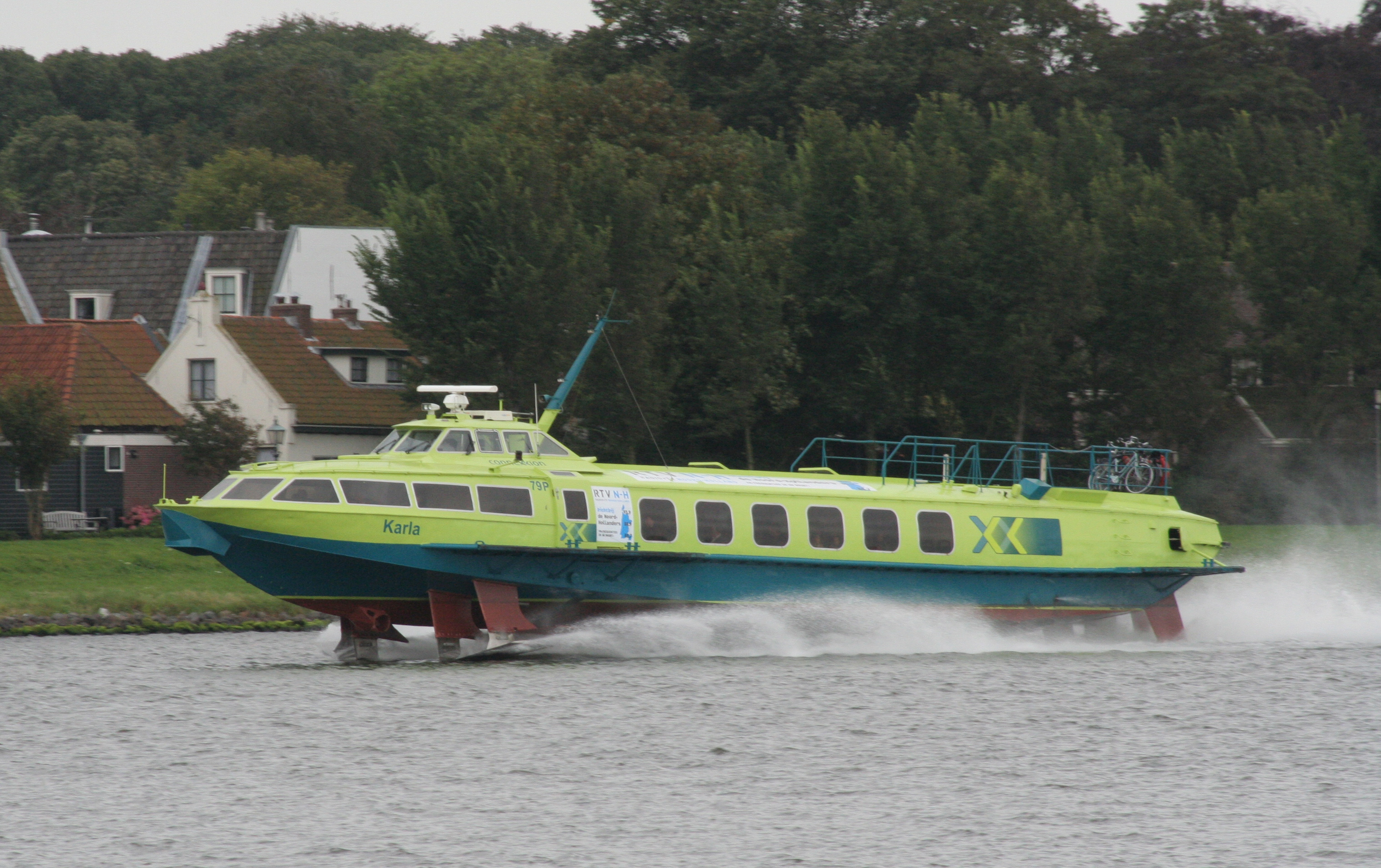
Schnellfähre nach Velsen

Neben diesen Fähren gab es noch eine Schnellfähre, die Fast Flying Ferries, zwischen De Ruyterkade und Velsen. Diese Strecke wurde mit einem russischen Tragflügelboot bedient. Betreiber war das internationale Verkehrsunternehmen Connexxion, das die Fährverbindung zum 1. Januar 2014 einstellte.